# لويس أ. والدمان
لويس أ. والدمان (بالإنجليزية: Louis A. Waldman)‏ هو مؤرخ الفن ومؤرخ أمريكي، ولد في 1965.